# العياشي بوزكية
العياشي بوزكية (1915 - 1999)، هو أحد قدماء المحاربين المغاربة الدين شاركوا في الحرب العالمية الثانية وكان برتبة رقيب اول ضمن صفوف الجيش المغربي والده هو محمد ابن علي ووالدته هي الباتول ابنة الغالي، ولد في يوم 28 فبراير 1915 الموافق 13 ربيع الثاني 1333 هـ بدوار أولاد شعيب جماعة أولاد سلمان سبت جزولة إقليم أسفي المملكة المغربية.
عاش هذا الرجل الفترة الأولى من حياته في قريته الواقعة بدوار أولاد شعيب بإقليم أسفي حتى سن الواحد والعشرين يساعد أباه في الفلاحة من زراعة الأرض وحرثها ثم حصادها، وبعدها في 24 يناير سنة 1936 انضم إلى الجيش المغربي بمدينة مراكش كجندي قناص مما فتح له حياة جديدة ليثبت فيها داته وقدراته الجسدية والعقلية التي كان معروفا بها داخل قريته مما أهّله لاختياره ضمن المغاربة المشاركين في الحرب العالمية.

## مشاركته في الحرب العالمية الثانية
في سن الرابعة والعشرين، سنة 1939 سافر إلى فرنسا للمشاركة في الحرب العالمية الثانية إلى جانب فرنسا ودول الحلفاء وعمل ضمن تجريدة مغربية وسلمته القوات الفرنسية رشاشا آليا يزن 25 كيلوغراما لاستعماله في المهمة المنوطة به.
التحقت فرق عسكرية مغربية من الرماة والمدفعية والهندسة بالجبهات الحربية الأمامية لقتال الفاشية والنازية. وصل بوزكية العياشي مع المحاربين المغاربة إلى حدود بلجيكا في سنة 1940، وساروا على أقدامهم في ظروف مناخية قاسية برد وثلوج، ووصلوا إلى مكان المعركة، وحاصروا الألمان ثلاث أيام وخاضوا معهم حرب شوارع أشاد بها الجميع وفقد المغرب عدة ضحايا في صفوف جنوده قتلى وجرحى ومفقودين وقاتل حتى أُسر من طرف الألمان في الشمال الغربي لفرنسا بمدينة ليل بتاريخ السادس والعشرين من مايو سنة 1940 حيث سجن داخل معسكر ستلاج 2 ا (Stalag II-A)) معسكر رقم 204 بمدينة شارل فيل مدة خمس سنوات وبسبب انه كان يتقن عدة لغات منها العربية والأمازيغية والحسا نية والإفريقية والفرنسية عينه القائمون على السجن مترجما لهم وكانوا كل نهاية أسبوع يسمحون له بالتجول في المدينة برفقة عسكري وفي إحدى الأيام قام بقتل هذا العسكري وهرب وأصبح حرا في السابع من مارس سنة 1945.
لما هرب من السجن الألماني أصبح قائد لفرقة عسكرية من الجنود برتبة رقيب أول. وحارب بكل شجاعة حتى انتصر الحلفاء على القوات الألمانية وحلفائها وفي الخامس من شتنبر سنة 1945.

## ما بعد الحرب العالمية الثانية
واعترافا وتعزيزا للدور الذي قام به الجنود المغاربة طوال هذا الحرب وشح الجنرال ديغول يوم احتفال فرنسا باستقلال بلدها في 14 يوليو 1945 بساحة الايليزي بباريس صدور المغاربة بأوسمة الشرف والشجاعة ومن بينهم بوزكية العياشي.
بعد الحرب العالمية الثانية عاد إلى المغرب على متن الباخرة وأتم مدة عمله في الجيش المغربي من سنة 1936 حتى سنة 1951 آي حوالي 15 سنة من العمل الجاد في خدمة الوطن حتى حصل على وسام الرضا من الملك الراحل محمد الخامس في الثلاثين من يناير سنة 1951.

## عمله في سلك الشرطة
عند انتهاء خدمته العسكرية بمدينة مراكش في الرابع والعشرين من يناير سنة 1951عاد إلى مدينة أسفي واستأجر شقة بزنقة مكناس بحي الكورس وفيما بعد اشترى منزلا بزنقة المهدي حي الجريفات وتم تعينه في سلك الشرطة برتبة مفتش حتى حصل على التقاعد سنة 1977 ومنحه الملك الراحل الحسن الثاني وسام الرضا في تاريخ الرابع من مايو سنة 1974 جزاء له عن الأعمال التي قدمها في سبيل خدمة بلده.

## وفاته
توفي عن عمر يناهز 85 سنة ليلة الجمعة صباح السبت الرابع من دجنبر سنة 1999 الموافق ل الثالث عشر من شعبان 1420 هجرية بمسقط رأسه بعد معاناة مع المرض دامت ست أشهر.